# جاك باركر (منافس ألعاب قوى)
جاك باركر (بالإنجليزية: Jack Parker)‏ هو منافس ألعاب قوى أمريكي، ولد في 27 سبتمبر 1915 في أوكلاهوما في الولايات المتحدة، وتوفي في 29 مايو 1964.

## وصلات خارجية
- جاك باركر على موقع أوليمبيديا (الإنجليزية)